# Bell Challenge 1996 - Doppio
Il doppio del Bell Challenge 1996 è stato un torneo di tennis facente parte del WTA Tour 1996.
Nicole Arendt e Manon Bollegraf erano le detentrici del titolo, ma solo la Arendt ha partecipato in coppia con Katrina Adams.
La Adams e la Arendt hanno perso in semifinale contro Debbie Graham e Brenda Schultz.
La Graham e la Schultz-McCarthy hanno battuto in finale 6–1, 6–4 Amy Frazier e Kimberly Po.

## Teste di serie
1. Katrina Adams /  Nicole Arendt (semifinali)
2. Lisa Raymond /  Rennae Stubbs (semifinali)
3. Debbie Graham /  Brenda Schultz (campionesse)
4. Amy Frazier /  Kimberly Po (finale)

## Tabellone

### Legenda
| - Q = Qualificato - WC = Wild card - LL = Lucky loser | - ALT = Alternate - SE = Special Exempt - PR = Protected Ranking | - w/o = Walkover - r = Ritirato - d = Squalificato |